# Bekka, Channarayapatna
Bekka là một làng thuộc tehsil Channarayapatna, huyện Hassan, bang Karnataka, Ấn Độ.